# Évangile des Égyptiens (grec)
Pour le texte rédigé en copte et pouvant également être nommé « Évangile des Égyptiens », voir Livre sacré du Grand Esprit invisible.
L'Évangile des Égyptiens est un texte religieux du gnosticisme chrétien de la première moitié du IIe siècle rédigé en grec, à base néotestamentaire. Cet apocryphe a été nommé ainsi d'après sa première ligne.

## Datation
L'Évangile grec des Égyptiens, aujourd'hui disparu, n'a rien à voir avec l'Évangile gnostique copte des Égyptiens ou Livre sacré du Grand Esprit invisible, autre écrit gnostique plus tardif.
Origène le mentionne comme apocryphe parmi les évangiles hérétiques qui tentent de raconter la vie de Jésus. Écrit dans le deuxième quart du IIe siècle, il était déjà cité dans les mélanges de Clément d'Alexandrie, les Stromata,, où les citations qu'il en fait nous donnent de courts fragments qui constituent tout ce qui reste ; il a également été mentionné par Hippolyte, qui fait allusion à « ces diverses modifications de l'âme, présentées dans l'Évangile intitulé selon les Égyptiens » et relie cet Évangile des Égyptiens à la secte gnostique des Naassènes.
Par la suite, au IVe siècle, Épiphane de Salamine, affirme dans son Panarion contre les hérésies que les Sabelliens font usage de cet évangile, mais il est peu probable qu'il ait disposé d'informations de première main sur Sabellius, qui enseignait à Rome au milieu du IIe siècle ; la mise en relation de cet Évangile avec Sabellius confirmerait une date du début du IIe siècle, alors que l'euphémisme logos, pour désigner le Sauveur, qui apparaît dans cet Évangile, dénote l'influence de l'Évangile selon Jean, suggérant ainsi une date allant de 120 à 150. Aucun texte de cet évangile ne nous est parvenu en dehors de ces témoignages.

## Contenu
À partir de ce petit nombre de fragments, il est impossible de savoir quelle pouvait être l'étendue de l'ensemble, ni si d'autres questions y étaient discutées, ou si les fragments que nous connaissons nous donnent une idée de la totalité du livre, qui a l'air d'appartenir à une tradition de logia, travaillés selon la formule familière du dialogue. Par ailleurs, la nature fragmentaire ne nous permet pas de savoir s'il constitue une version d'un autre texte connu. 
Il semble que l'Évangile des Égyptiens ait été lu dans les églises égyptiennes au cours des IIe et IIIe siècles. 
Les fragments connus du texte adoptent la forme d'une discussion entre la disciple Salomé et Jésus de Nazareth à l'instar de ce qui se fait dans d'autres écrits gnostiques qui privilégient l'intervention de disciples féminines de Jésus comme interlocutrices, ce qui peut laisser penser que ce texte appartient à la tradition littéraire des dialogues du Ressuscité. Jésus y recommande le célibat, ou, plus exactement, « chaque fragment accepte l'ascétisme sexuel comme le moyen de briser le cycle mortel de la naissance et de surmonter les prétendues différences coupables entre hommes et femmes, permettant à tous de revenir à ce qui, dans cette façon de voir, était leur état primitif, androgyne » . La question familière de Salomé: « Combien de temps la mort prévaudra-t-elle ? » provoque en effet la fameuse réponse de Jésus :  « Tant que les femmes mettront au monde des enfants» ; on en trouve des échos dans d'autres apocryphes des deuxième et troisième siècles et elle est citée par Théodote de Byzance sous le numéro 67, comme si tout le monde la connaissait.
Et quand le Sauveur dit à Salomé que la mort subsistera aussi longtemps que les femmes mettront au monde des enfants, il n'a pas dit cela pour condamner la naissance, car elle est nécessaire pour le salut des croyants. Ce logion, que l'on retrouve également dans l'Évangile de Thomas, doit avoir connu une large diffusion, bien qu'il ne soit pas en accord avec ce qui est l'objet de tous les évangiles canoniques. Une interprétation radicalement différente de la division des sexes telle qu'elle est racontée dans la Genèse et un retour par le baptême à une unité primordiale étaient exprimés dans le christianisme paulinien, en toutes lettres dans l'épître de Paul aux Galates (3:26-28) et la Première Épître aux Corinthiens (I Cor. 12:13). Une opinion analogue du corps comme un piège où est enfermée l'âme était essentielle dans la compréhension gnostique.
Le ton marqué du texte  qui suggère l'abolition de la différence des genres, du mariage et de la génération peut laisser penser qu'il a vu le jour dans les communautés Encratites d'Égypte, suivant Clément d'Alexandrie qui cite Jules Cassien. Néanmoins, parmi les premiers chrétiens, de nombreux autres groupes faisaient l'éloge du célibat, si bien qu'il est difficile de dire précisément dans quel groupe ce texte est né.

## Sources
- (en) Cet article est partiellement ou en totalité issu de l’article de Wikipédia en anglais intitulé « Greek Gospel of the Egyptians » (voir la liste des auteurs).